# Gare de Heule
La gare de Heule est une ancienne halte ferroviaire de la ligne 66, de Bruges à Courtrai située à Heule, ancienne commune rattachée à la ville de Courtrai, dans la province de Flandre-Occidentale en Région flamande.

## Situation ferroviaire
Établie à 16 m d'altitude, la gare de Heule était située au point kilométrique (PK) 50.2 de la ligne 66, de Bruges à Courtrai entre la gare de Lendelede (fermée) et celle de Courtrai.

## Histoire
La station de Heule, mentionnée en 1849, aurait été mise en service le 14 juillet 1847 lorsque la Société des chemins de fer de la Flandre-Occidentale inaugure la section d'Ingelmunster à Courtrai de sa ligne de Bruges à Courtrai.
La compagnie FO est nationalisée en 1906. La SNCB supprime la desserte passagers des arrêts de Sint Michiels, Loppem, Gits, Beveren, Rumbeke, Kachtem, Lendelede, Sint Katharine et Heule le 22 mai 1955. La cour à marchandises de la gare de Heule reste desservie jusqu'en 1987.
La réouverture de la gare a fait l'objet d'un projet de la part d'élus locaux.

## Patrimoine ferroviaire
Construit autour de 1847-1850, le bâtiment des recettes est semblable à plusieurs autres bâtiments d'origine de la ligne de Bruges à Courtrai construits par le FO dans un style bien plus simplifié que les pavillons néoclassiques édifiés sur son réseau à partir de 1852. De style fonctionnel, il consiste en une aile principale de trois travées et une aile de service de trois travées dont la hauteur et le style des décorations est légèrement différent.
Un temps inoccupé, il est aménagé en 2019 et accueille le snack, café et concept-store Alvaro et figure au patrimoine architectural de la province de Flandre-Occidentale.

La gare en 2005
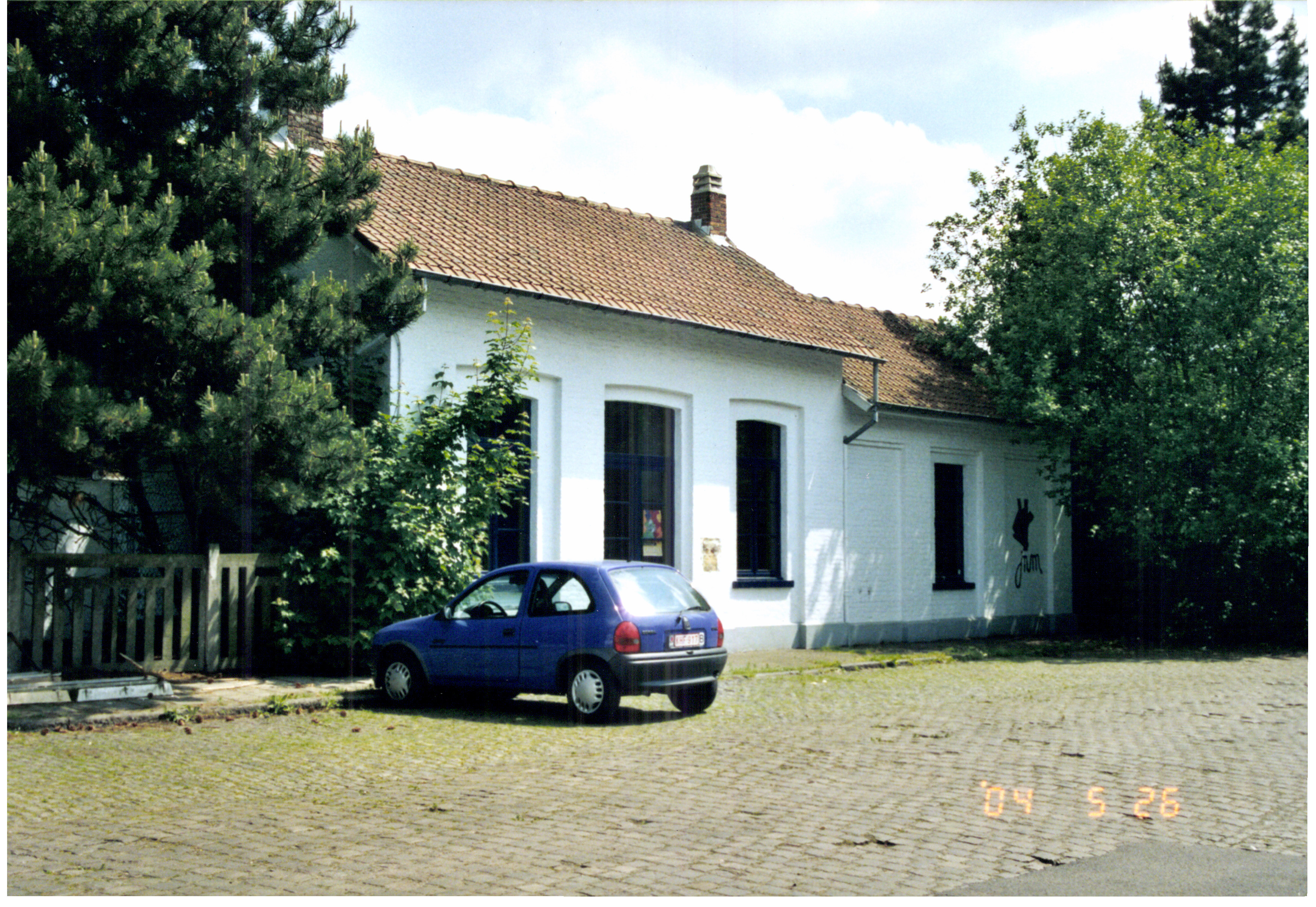
Façade côté place de la gare.
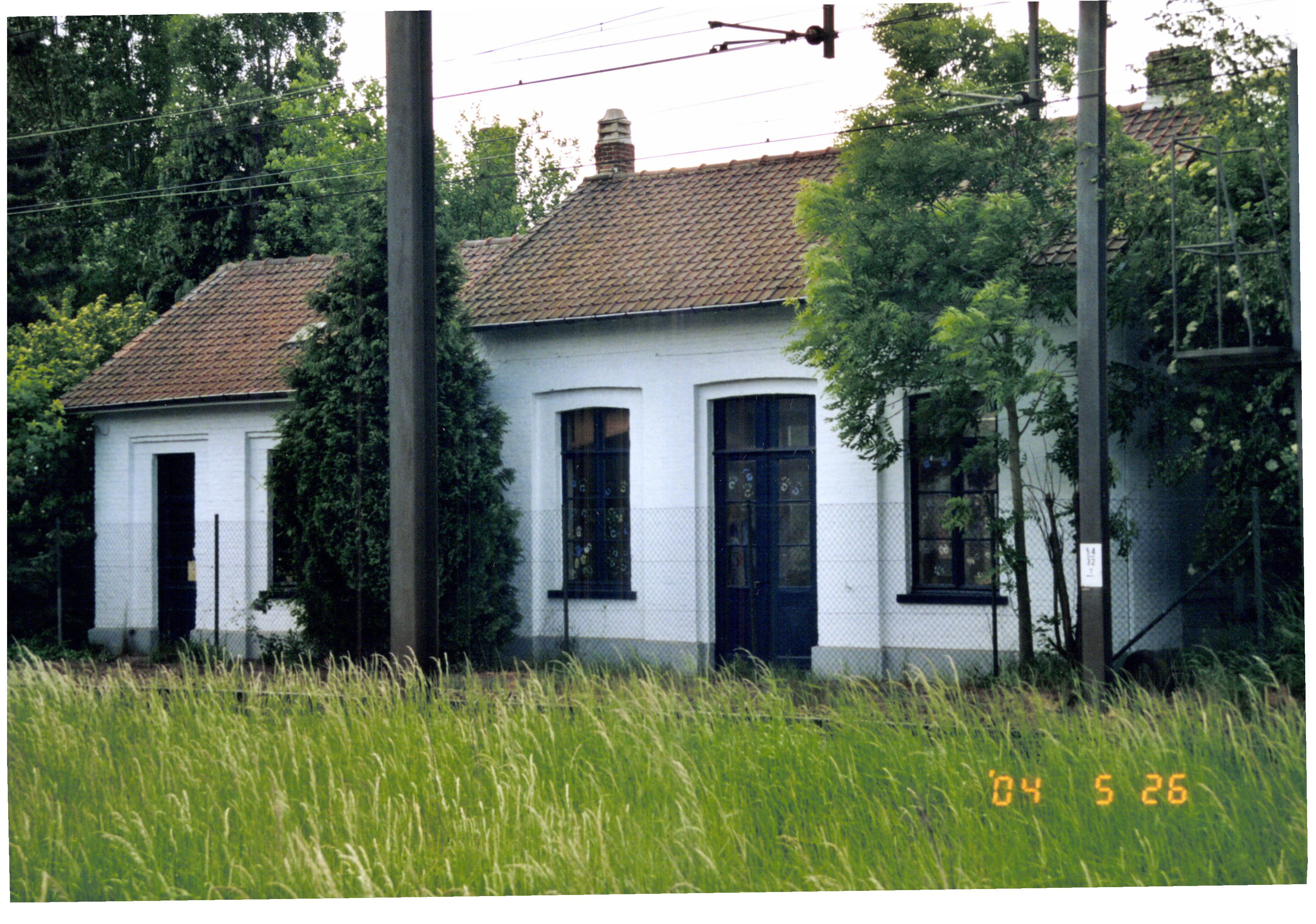
Du côté des voies.